# 환의 스펙트럼
가환대수학과 대수기하학에서, 가환환의 스펙트럼(영어: spectrum)은 환의 모든 소 아이디얼의 집합이다. 기호는 {\displaystyle \operatorname {Spec} (R)}. 가환환의 스펙트럼은 자연스러운 위상(자리스키 위상)과 가환환 값 층 구조를 지녀, 국소환 달린 공간을 이룬다. 이는 스킴으로 간주할 수 있으며, 이를 아핀 스킴(영어: affine scheme)이라고 한다. 아핀 스킴은 아핀 대수다양체를 일반화한 개념이다.
고전적 대수기하학은 복소수체 {\displaystyle \mathbb {C} }와 같은, 대수적으로 닫힌 체를 주로 다룬다. 이 경우, 대수다양체는 체에 대하여 유한생성되는 대수와 대응된다. 대수적으로 닫히지 않은 실수체 {\displaystyle \mathbb {R} } 또는 유한체 따위를 다루기 위해서는, 보다 더 일반적인 환들을 기하학적으로 해석하여야 한다. 알렉산더 그로텐디크는 모든 가환환을 기하학적으로 해석하여야 한다고 제안하였다.
대수적으로 닫힌 체의 경우, 다양체의 점들은 극대 아이디얼에 대응되게 된다. 그러나 극대 아이디얼은 일반적인 체에 대하여서는 사용하기 힘들다. 임의의 가환환 준동형 {\displaystyle R\to S}가 주어지면, 이는 역으로 {\displaystyle S}의 기하학적 점들을 {\displaystyle R}의 기하학적인 점들로 보내야 한다. 그러나 극대 아이디얼의 원상은 극대 아이디얼이 아닐 수 있다. 따라서, 그로텐디크는 극대 아이디얼 대신 소 아이디얼을 점으로 취급하였다. 소 아이디얼의 원상은 항상 또다른 소 아이디얼이기 때문이다.  범주론적으로 말하자면, 소 아이디얼들의 집합을 취하는 연산은 함자성을 가진다.
소 아이디얼은 극대 아이디얼보다 더 일반적인 개념으로, 이는 고전적인 점 말고도 모든 부분 대수다양체에 대응하는 점들을 추가하는 것에 해당한다. 이렇게 더해진 점들은 일반점(영어: generic point)이라고 한다. 임의의 가환환의 소 아이디얼들의 집합에 위상수학적인 구조(자리스키 위상) 및 기하학적 구조(구조층)을 부가하여, 가환환을 기하학적인 공간으로 취급할 수 있다. 이를 환의 스펙트럼이라고 하며, 이렇게 얻는 기하학적 대상을 아핀 스킴이라고 한다. 보다 일반적인 스킴들은 아핀 스킴들을 짜깁기하여 만들 수 있다.

## 정의
가환환 {\displaystyle R}의 스펙트럼 {\displaystyle \operatorname {Spec} R}는 집합으로서 {\displaystyle R}의 소 아이디얼들의 집합이다. 이는 가환환의 범주 {\displaystyle \operatorname {CRing} }의 반대 범주에서 집합의 범주로 가는 함자
{\displaystyle \operatorname {Spec} \colon \operatorname {CRing} ^{\operatorname {op} }\to \operatorname {Set} }
를 정의한다. 이 함자에서, 환 준동형 {\displaystyle \phi \colon R\to S}의 상은 다음과 같은 함수이다.
{\displaystyle \operatorname {Spec} \phi \colon {\mathfrak {p}}\mapsto \phi ^{-1}({\mathfrak {p}})}
즉, {\displaystyle \operatorname {Spec} } 함자는 소 아이디얼을 그 원상으로 대응시킨다. (이는 소 아이디얼의 원상이 또다른 소 아이디얼이므로 가능하다.)
가환환의 스펙트럼은 단순한 집합이 아니라, 다음과 같이 국소환 달린 공간의 구조를 줄 수 있다. 즉, 이 함자는 사실 국소환 달린 공간의 범주로 가는 함자
{\displaystyle \operatorname {Spec} \colon \operatorname {CRing} ^{\operatorname {op} }\to \operatorname {LocRingSp} }
를 정의한다.

### 자리스키 위상
가환환 {\displaystyle R}의 스펙트럼 {\displaystyle \operatorname {Spec} (R)}에는 자리스키 위상이라는 자연스러운 위상이 존재한다. {\displaystyle R}의 아이디얼 {\displaystyle I}에 대하여, {\displaystyle V_{I}\subset \operatorname {Spec} (R)}가 {\displaystyle I}를 포함하는 모든 소 아이디얼의 집합이라고 하자. 자리스키 위상에서, 닫힌집합들은 {\displaystyle V_{I}}들이다. 이에 따라 가환환의 스펙트럼은 자연스럽게 위상 공간을 이룬다.
자리스키 위상 아래, 가환환의 스펙트럼은 항상 콤팩트 공간이며 콜모고로프 공간이다. 대부분의 경우 가환환의 스펙트럼은 하우스도르프 공간이 아니다. 만약 {\displaystyle R}이 뇌터 환이라면 {\displaystyle \operatorname {Spec} (R)}은 뇌터 공간(영어: Noetherian topological space)이며, 그 역도 성립한다.  가환환의 스펙트럼과 위상동형인 위상 공간을 스펙트럼 공간(spectrum空間, 영어: spectral space)이라고 한다.

### 구조층
가환환의 스펙트럼에는 위상뿐만 아니라 가환환 값의 층의 구조가 존재한다. 이 층 구조를 구조층(영어: structure sheaf)이라고 한다. {\displaystyle f\in R}에 대하여, {\displaystyle D_{f}\subset \operatorname {Spec} R}가 {\displaystyle f}를 포함하지 않는 소 아이디얼들의 집합이라고 하자. 그렇다면 {\displaystyle \{D_{f}\}_{f\in R}}는 자리스키 위상의 기저를 이룬다. 이제 구조층 {\displaystyle \Gamma \colon \operatorname {Open} (\operatorname {Spec} R)\to \operatorname {CRing} ^{\operatorname {op} }} ({\displaystyle \operatorname {Open} (\operatorname {Spec} R)}는 {\displaystyle \operatorname {Spec} R}의 자리스키 열린집합의 부분 순서 범주, {\displaystyle \operatorname {CRing} }는 가환환의 범주)는 다음과 같다.
{\displaystyle \Gamma (D_{f},{\mathcal {O}}_{X})=R_{f}}
여기서 {\displaystyle R_{f}}는 {\displaystyle R}의 {\displaystyle \{1,f,f^{2},f^{3},\dots \}}에 대한 국소화다.
임의의 소 아이디얼 {\displaystyle {\mathfrak {p}}\in \operatorname {Spec} R}에서의 줄기 {\displaystyle {\mathcal {O}}_{\mathfrak {p}}}는 {\displaystyle {\mathfrak {p}}}에서의 국소화이다.
{\displaystyle {\mathcal {O}}_{\mathfrak {p}}=R_{\mathfrak {p}}}
이는 항상 국소환이므로, {\displaystyle \operatorname {Spec} R}는 국소환 달린 공간을 이룬다.

### 아핀 스킴
아핀 스킴(영어: affine scheme)은 어떤 (1이 있는) 가환환의 스펙트럼과 동형인 국소환 달린 공간이다. 즉, 위상 공간으로서 가환환의 스펙트럼의 자리스키 위상과 위상동형이고, 또한 그 층의 구조가 서로 동형이다. 국소적으로 가환환의 스펙트럼과 동형인 국소환 달린 공간을 스킴이라고 한다.
아핀 스킴은 스킴을 정의하기 위한 기본적인 벽돌과 같다. 예를 들어, 매끄러운 다양체를 유클리드 공간들을 이어붙여 정의하듯, 일반적인 스킴은 아핀 스킴들을 이어붙여 정의한다. 미분기하학에서 '작은 열린집합'들이 코호몰로지가 0이 되어서 여러 가지 좋은 성질들을 만족하듯이, 아핀 스킴들은 아주 비슷한, 독특한 코호몰로지 성질들을 가진다. 그래서 코호몰로지의 관점에서 보았을 때, 아핀 스킴들을 스킴의 ‘충분히 작은 열린집합’으로 보는 것은 아주 자연스러운 일이 된다.
이러한 아핀 스킴의 정의는 알렉산더 그로텐디크가 정의하였으며, 이러한 언어의 개발은 대수기하학의 발달에 지대한 공헌을 하였다. 아핀 스킴의 개념은, 기존의 아핀 대수다양체의 개념을 포함하면서 일반화한 개념이다. 이 경우, 다항식환의 소 아이디얼 {\displaystyle {\mathfrak {a}}\subset k[x_{1},\dots ,x_{n}]}으로 정의되는 고전적인 아핀 대수다양체에 대응하는 아핀 스킴은 몫환의 스펙트럼 {\displaystyle \operatorname {Spec} (k[x_{1},\dots ,x_{n}]/{\mathfrak {a}})}에 대응한다.
Spec은 반변함자를 이루므로, 아핀 스킴들의 범주는 (1을 가진) 가환환들의 범주 {\displaystyle \operatorname {CRing} }의 반대 범주 {\displaystyle \operatorname {CRing} ^{\operatorname {op} }}와 동치이다.

## 성질
위상 공간 {\displaystyle X}에 대하여, 다음 세 조건이 서로 동치이며, 이를 만족시키는 위상 공간을 스펙트럼 공간(영어: spectral space)이라고 한다.
- {\displaystyle X\cong \operatorname {Spec} R}인 가환환 {\displaystyle R}가 존재한다.
- {\displaystyle X}는 콜모고로프 공간들의 역극한이다.
- {\displaystyle X}는 콤팩트 콜모고로프 차분한 공간이며, {\displaystyle X}의 콤팩트 열린집합들의 모임은 {\displaystyle X}의 기저를 이루며, {\displaystyle X}의 두 콤팩트 열린집합 {\displaystyle C_{1},C_{2}\subseteq X}에 대하여, {\displaystyle C_{1}\cap C_{2}} 역시 콤팩트 집합이다.

## 예

### 자명한 경우
자명환의 스펙트럼은 공집합인 위상 공간 {\displaystyle \varnothing }이다. 이는 크룰 차원이 0인 아핀 스킴이며, 모든 스킴들의 범주의 시작 대상이다.
체 {\displaystyle k}의 스펙트럼은 {\displaystyle \{0\}}이다. 즉, 하나의 점(영 아이디얼)만을 포함한다. 그 구조층은 {\displaystyle {\mathcal {O}}(\{0\})=k}, {\displaystyle {\mathcal {O}}(\varnothing )=0} (자명환)이다. 이는 크룰 차원이 0인 아핀 스킴이다. 이 경우, {\displaystyle \{0\}} 위의 줄기는 {\displaystyle k}이다.
소수 {\displaystyle p}에 대하여, 정수환의 몫환 {\displaystyle \mathbb {Z} /(p^{n})}의 소 아이디얼은 {\displaystyle (p)}밖에 없다. 따라서, 그 스펙트럼은 한원소 공간이다. {\displaystyle (p)}에서의 줄기는 {\displaystyle \mathbb {Z} /(p^{n})} 자체이다. ({\displaystyle \mathbb {Z} /(p^{n})}에서 {\displaystyle (p)}에 속하지 않는 모든 원소는 이미 가역원이므로, 국소화는 자명하다.)
보다 일반적으로, 임의의 양의 정수 {\displaystyle \textstyle k=\prod _{i}p_{i}^{n_{i}}}에 대하여, {\displaystyle \mathbb {Z} /(k)}는 중국인의 나머지 정리에 따라 {\displaystyle \mathbb {Z} /(p^{n})} 꼴의 가환환들의 직접곱이므로, {\displaystyle \operatorname {Spec} (\mathbb {Z} /(k))}는 {\displaystyle k}의 각 소인수 {\displaystyle (p_{i})}에 대하여 하나의 점을 갖는 이산 공간이며, 크룰 차원이 0이다. 이 경우, {\displaystyle (p_{i})}에서의 줄기는 {\displaystyle \mathbb {Z} /(p_{i}^{n_{i}})}이다.

### 정수환

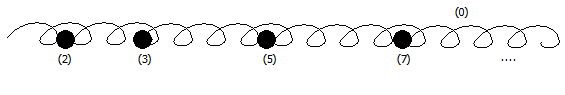
정수환의 스펙트럼은 1차원 아핀 스킴을 이룬다. 닫힌 점들은 소수들에 대응하고, 이 밖에도 일반점 (0)이 있다.

정수의 환 {\displaystyle \mathbb {Z} }의 스펙트럼 {\displaystyle \operatorname {Spec} \mathbb {Z} }를 생각하자. 집합으로서, {\displaystyle \operatorname {Spec} (\mathbb {Z} )}의 원소는 아디디얼들 {\displaystyle (k)} ({\displaystyle k}는 0 또는 소수 2,3,5,7,…)이다. 여기에 자리스키 위상에 따라, 닫힌집합들은 {\displaystyle \{(k)|k\in K\}} ({\displaystyle K}는 소수의 유한 집합) 또는 {\displaystyle \operatorname {Spec} \mathbb {Z} } 전체이다. 즉, {\displaystyle (0)}을 제외한 다른 모든 점들은 닫혀 있다. {\displaystyle \{(0)\}}은 닫혀 있지 않고, 그 폐포는 {\displaystyle \operatorname {cl} \{(0)\}=\operatorname {Spec} \mathbb {Z} } 전체이다. 이러한 점(그 폐포가 공간 전체인 점)을 일반점이라고 한다.
{\displaystyle \operatorname {Spec} \mathbb {Z} }는 크룰 차원이 1인 아핀 스킴이며, 이는 스킴의 범주의 끝 대상이다.
일반적으로, 체가 아닌 주 아이디얼 정역의 스펙트럼은 크룰 차원이 1인 아핀 스킴이다.

### 대수적으로 닫힌 체의 다항식환
{\displaystyle k}가 대수적으로 닫힌 체라고 하자. 그렇다면 다항식환 {\displaystyle k[x_{1},\dots ,x_{n}]}을 생각하자. 이 환의 스펙트럼의 원소들은 아핀 대수다양체 {\displaystyle V\subset \mathbb {A} _{k}^{n}}와 일대일 대응한다. 이들은 다음과 같이 세 가지로 나눌 수 있다.
- 소 아이디얼 가운데, 극대 아이디얼 {\displaystyle (x_{1}-a_{1},\dots ,x_{n}-a_{n})}들은 고전적 아핀 공간 {\displaystyle k^{n}}의 점 {\displaystyle (a_{1},\dots ,a_{n})\in k^{n}}에 대응한다. 이는 아핀 스킴의 닫힌 점들이다.
- 또한, 점이 아닌 각 아핀 대수다양체 {\displaystyle V\subset \mathbb {A} _{k}^{n}}에도 소 아이디얼이 대응된다. 이는 {\displaystyle V}를 근의 부분 집합으로 포함하는 모든 다항식의 집합 {\displaystyle {\mathcal {I}}(V)}이다. 이 점들은 닫혀있지 않으며, 그 폐포는 대응되는 아핀 대수다양체 전체이다. 이들은 아핀 대수다양체에 대응하는 일반점이다.
- 마지막으로, 아핀 공간 전체에 대응하는 아이디얼 {\displaystyle (0)}이 있으며, 그 폐포는 스펙트럼 전체이다. 이는 아핀 공간 전체에 대응하는 일반점이다.

### 대수적으로 닫히지 않은 체의 다항식환
{\displaystyle k}가 대수적으로 닫히지 않은 체라고 하고, {\displaystyle {\bar {k}}}가 그 대수적 폐포라고 하자. 그렇다면 포함 사상 {\displaystyle k[x_{1},\dots ,x_{n}]\hookrightarrow {\bar {k}}[x_{1},\dots ,x_{n}]}이 있고, (Spec은 반변함자이므로) 이는 아핀 스킴 사이의 사상 {\displaystyle \mathbb {A} _{\bar {k}}^{n}\to \mathbb {A} _{k}^{n}}을 발생시킨다.
예를 들어, {\displaystyle \mathbb {A} _{\mathbb {R} }^{1}}을 생각하자. 이 경우, {\displaystyle \mathbb {C} [x]}의 극대 아이디얼 {\displaystyle (x-a)}의 원상은 다음과 같은 아이디얼이다.
- {\displaystyle a\in \mathbb {R} }인 경우, {\displaystyle (x-a)\subset \mathbb {R} [x]}
- {\displaystyle a\in \mathbb {C} \setminus \mathbb {R} }인 경우, {\displaystyle ((x-a)(x-{\bar {a}}))=(x-2(a+{\bar {a}})x+a{\bar {a}})\subset \mathbb {R} [x]}

따라서, {\displaystyle \mathbb {A} _{\mathbb {R} }^{1}}의 점들은 다음과 같다.
- {\displaystyle (x-a)}, {\displaystyle a\in \mathbb {R} }. 이는 고전적 1차원 아핀 공간 {\displaystyle \mathbb {R} }과 일대일 대응하며, 닫힌 점이다.
- {\displaystyle ((x-a)(x-{\bar {a}}))}, {\displaystyle a\in \mathbb {C} \setminus \mathbb {R} }. 이 또한 닫힌 점이다. 이는 열린 복소수 상반평면 {\displaystyle \{z\in \mathbb {C} \colon \operatorname {Re} z>0\}}과 일대일 대응한다.
- {\displaystyle (0)}. 이는 아핀 공간 전체에 대응하며, 그 폐포는 스펙트럼 전체다.

(1차원의 경우에는 자명하지 않은 부분 대수다양체가 없다.) 따라서, 1차원 실수 아핀 스킴은 닫힌 복소 반평면 {\displaystyle \{z\in \mathbb {C} \colon \operatorname {Re} z\geq 0\}}으로 해석할 수 있다.
일반적으로, {\displaystyle \mathbb {A} _{k}^{n}}는 {\displaystyle \mathbb {A} _{\bar {k}}^{n}}의 갈루아 군 {\displaystyle \operatorname {Aut} ({\bar {k}}/k)}의 작용에 대한 몫공간(궤도들의 집합)으로 생각할 수 있다. {\displaystyle \operatorname {Aut} (\mathbb {C} /\mathbb {R} )}의 경우, 갈루아 군의 작용은 {\displaystyle z\mapsto {\bar {z}}}이므로, 그 몫공간은 닫힌 복소수 상반평면이다.

### 정수 계수 다항식환
정수 계수 다항식환 {\displaystyle \mathbb {Z} [x]}의 스펙트럼 {\displaystyle \operatorname {Spec} \mathbb {Z} [x]}을 생각하자. 편의상, 포함 사상 {\displaystyle \mathbb {Z} \hookrightarrow \mathbb {Z} [x]}에 대응되는 스킴 사영 사상
{\displaystyle \pi \colon \operatorname {Spec} \mathbb {Z} [x]\to \operatorname {Spec} \mathbb {Z} }
을 생각하자. 이는 전사 함수이므로, {\displaystyle \operatorname {Spec} \mathbb {Z} [x]}의 점은 {\displaystyle \operatorname {Spec} \mathbb {Z} }의 한 점에 대응된다. (즉, {\displaystyle \mathbb {Z} [x]}의 소 아이디얼 {\displaystyle \mathbb {p} }의 경우, 최다 한 개의 소수 {\displaystyle p}에 대하여 {\displaystyle (p)\subseteq {\mathfrak {p}}}가 성립하며, 이 경우 {\displaystyle \mathbb {p} }는 {\displaystyle (p)\in \operatorname {Spec} \mathbb {Z} }에 대응된다. 만약 아무 소수 {\displaystyle p}에 대하여 이것이 성립하지 않는다면, {\displaystyle \mathbb {p} }는 {\displaystyle (0)\in \operatorname {Spec} \mathbb {Z} }에 대응된다.)
즉, 다음 두 가지가 있다.
- {\displaystyle \pi }의 {\displaystyle (p)} 위의 올은 유한체 위의 아핀 직선 {\displaystyle \operatorname {Spec} \mathbb {F} _{p}[x]}이다. {\displaystyle \mathbb {F} _{p}[x]}는 주 아이디얼 정역이므로, 이에 속하는 소 아이디얼은 0 또는 유한체 계수의 기약 다항식 {\displaystyle f\in \mathbb {F} _{p}[x]}에 의하여 분류된다. (이는 대수적 폐포의 원소 {\displaystyle \alpha \in {\bar {\mathbb {F} }}_{p}}의 갈루아 군 {\displaystyle \operatorname {Gal} ({\bar {\mathbb {F} }}_{p}/\mathbb {F} _{p})}의 작용에 대한 궤도로 여길 수 있다.)
- {\displaystyle \pi }의 {\displaystyle (0)} 위의 올은 유리수체 위의 아핀 직선 {\displaystyle \operatorname {Spec} \mathbb {Q} [x]}이다. {\displaystyle \mathbb {Q} [x]}는 주 아이디얼 정역이므로, 이에 속하는 소 아이디얼은 0 또는 유리수 계수의 기약 다항식 {\displaystyle f\in \mathbb {Q} [x]}에 의하여 분류된다. (이는 대수적 수 {\displaystyle \alpha \in {\bar {\mathbb {Q} }}}의, 절대 갈루아 군 {\displaystyle \operatorname {Gal} ({\bar {\mathbb {Q} }}/\mathbb {Q} )}의 작용에 대한 궤도로 여길 수 있다.)

즉, 이는 정리하면 높이에 따라 다음과 같다.
| 높이 | 닫힌점? | 설명 |
| ---- | ------- | --- |
| 0    | 아니오  | 일반점 {\displaystyle (0)} (영 아이디얼)                                                                 |
| 1    | 아니오  | {\displaystyle (p)} ({\displaystyle p}는 소수)                                                           |
| 1    | 아니오  | {\displaystyle (f)} ({\displaystyle f\in \mathbb {Q} [x]}는 기약 다항식)                                 |
| 2    | 예      | {\displaystyle (p,f)} ({\displaystyle p}는 소수, {\displaystyle f\in \mathbb {F} _{p}[x]}는 기약 다항식) |

즉, 그 점들은 일종의 2차원 좌표로 표현될 수 있다. (물론, 실제로 {\displaystyle \mathbb {Z} [x]}의 크룰 차원은 2이다.)
| ⋮ {\displaystyle \color {Red}(x^{2}+1)} ⋮ {\displaystyle \color {Red}(2x-1)} {\displaystyle \color {Red}(2x+1)} ⋮ {\displaystyle \color {Red}(x+2)} {\displaystyle \color {Red}(x+1)} {\displaystyle \color {Red}(x)} | ⋮ {\displaystyle (2,x^{3}+x+1)} {\displaystyle (2,x^{2}+x+1)} {\displaystyle (2,x+1)} {\displaystyle (2,x)} | ⋮ {\displaystyle (3,x^{2}+1)} {\displaystyle (3,x-1)} {\displaystyle (3,x+1)} {\displaystyle (3,x)} | ⋮ {\displaystyle (5,x-1)} {\displaystyle (5,x-2)} {\displaystyle (5,x+2)} {\displaystyle (5,x+1)} {\displaystyle (5,x)} | ⋯ |
| (0) | (2) | (3)                                                                                                 | (5) | ⋯ |
이 표에서, 닫힌점은 검은 색이며, 닫힌점이 아닌 점은 붉은 색이다. 높이가 1인 점(의 폐포)은 이 ‘곡면’ 속의 일종의 곡선으로 여길 수 있다.

## 참고 문헌
- Eisenbud, David (1995). 《Commutative algebra with a view toward algebraic geometry》. Graduate Texts in Mathematics (영어) 150. Springer-Verlag. doi:10.1007/978-1-4612-5350-1. ISBN 978-0-387-94269-8. ISSN 0072-5285. MR 1322960. Zbl 0819.13001.
- Hartshorne, Robin (1977). 《Algebraic geometry》. Graduate Texts in Mathematics (영어) 52. Springer-Verlag. doi:10.1007/978-1-4757-3849-0. ISBN 978-0-387-90244-9. ISSN 0072-5285. MR 0463157. Zbl 0367.14001.

## 같이 보기
- 사영 스펙트럼 (Proj)